# Carmen Cartellieri

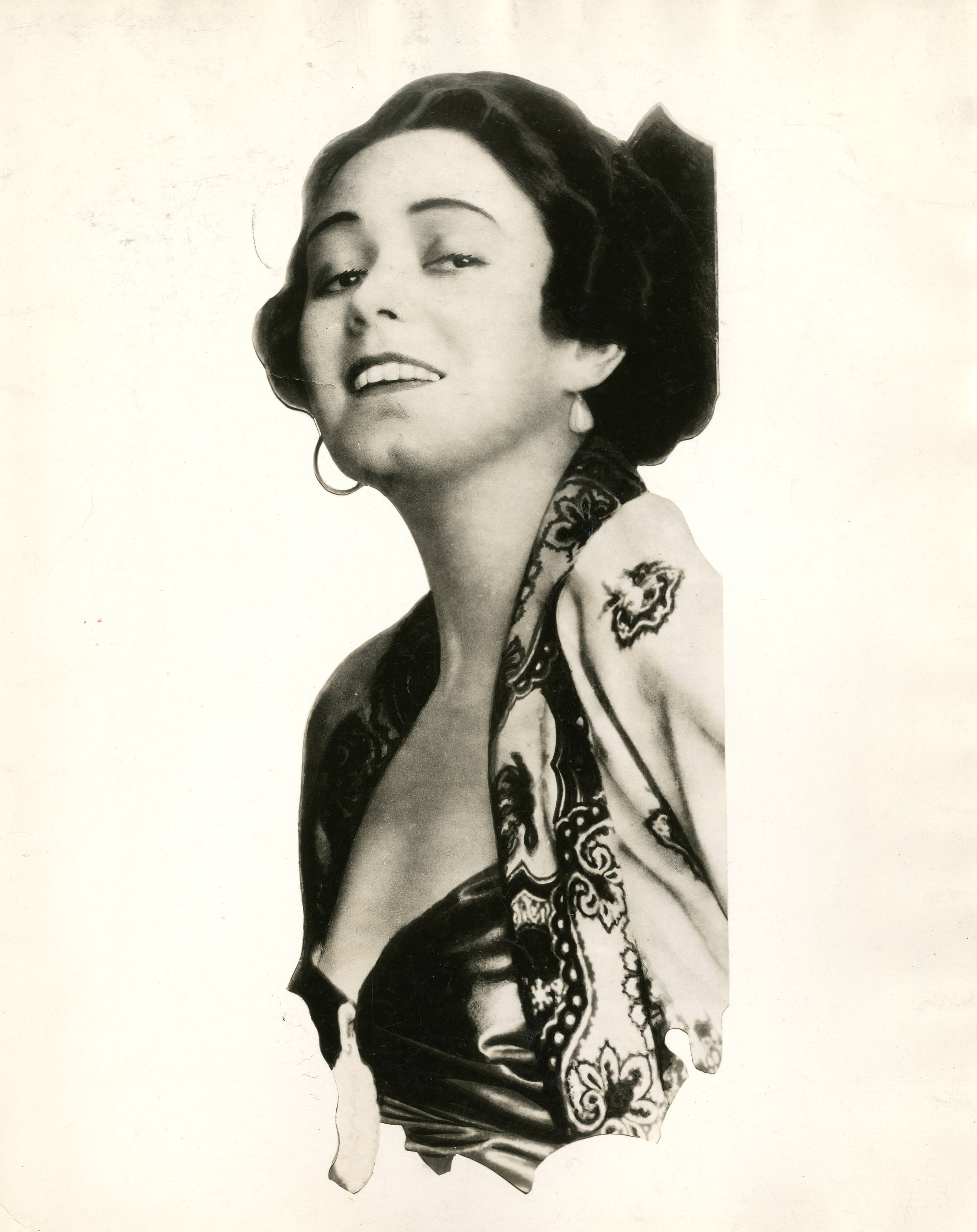
Carmen Cartellieri

Carmen Cartellieri, gebürtig Franziska Ottilia Cartellieri; verheiratete Carmen Ziffer von Teschenbruck (* 28. Juni 1891 in Proßnitz in Mähren; † 17. Oktober 1953 in Wien) war eine österreichische Schauspielerin und Filmproduzentin.

## Leben
Die u. a. in Innsbruck aufgewachsene Ingenieurstochter Franziska Ottilia Cartellieri, seit Anfang 1910 Mutter einer Tochter, hatte bis 1918 als Hausfrau an der Seite ihres Ehemannes, des Chemikers, Malers, Bahnbeamten, Ingenieurs, Erfinders und kurzzeitigen Filmregisseurs Emanuel Ziffer Edler von Teschenbruck in der ungarischen Provinz gelebt. Angesichts der Tatsache, dass italienische Stummfilmschauspielerinnen wie Francesca Bertini oder Lyda Borelli zu jener Zeit als Inbegriff gefeierter Leinwanddiven galten, behauptete sie viele Jahre lang, um ihre eigene Biografie interessanter zu gestalten, in Mailand geboren zu sein.
Im letzten Kriegsjahr 1918 stieß Cartellieri, ohne über irgendeine künstlerische Erfahrung zu verfügen, in Budapest zum Film. Der Tiroler Regisseur Cornelius Hintner, den sie per Zufall kennengelernt hatte, wurde von Anbeginn ihr Förderer. Zunächst spielte sie in dessen ungarischen Inszenierungen, wechselte aber Ende 1919 infolge der politischen Umwälzungen im nachrevolutionären Ungarn mit ihrem Mann und Hintner nach Wien. Dort ermöglichte Hintner ihr noch im selben Jahr, unter dem Pseudonym Carmen Teschen, in seinem Film Anjula, das Zigeunermädchen ihr österreichisches Debüt.
In den kommenden acht Jahren wirkte Cartellieri in einer Fülle von Stummfilmproduktionen mit, überwiegend Dramen und Melodramen, seltener Lustspiele. Im Februar 1920 gründete sie ihre eine eigene Produktionsfirma, die Cartellierifilm Ges.m.b.H. Anfänglich, zu Beginn der 1920er Jahre, erhielt Carmen Cartellieri noch Hauptrollen in oft selbst produzierten (1921/22) Inszenierungen ihres Mannes. Bald musste sie sich jedoch mit größeren Nebenrollen begnügen. Ihre von Zeitgenossen gerühmte Attraktivität brachte ihr zeitgleich (1921–1923) mehrere Preise und Ehrungen (z. B. „schönste Wiener Schauspielerin“ und den Wiener Modepreis) ein.
In späteren Jahren durfte sie neben heiteren und unbekümmerten Figuren auch immer wieder dramatische und zwiespältige Charaktere verkörpern. Aus ihrem insgesamt künstlerisch eher bescheidenem Œuvre ragt einzig der von Robert Wiene inszenierte, expressionistische Klassiker des phantastischen Kinos Orlac’s Hände heraus, in dem sie die Regine verkörperte. Im Jahr darauf (1925) holte Wiene sie auch für seine Opernverfilmung Der Rosenkavalier und gab ihr dort die tragende Nebenrolle der Annina. In den 1920er Jahren trat Carmen Cartellieri auch immer wieder auf der Bühne auf, u. a. am Ronacher. 1926 sah man sie in der Pantomime Der Todesring.
Unmittelbar vor Anbruch des Tonfilmzeitalters – ihre letzte Kinorolle war der wichtige Part der historisch belegten Figur der als intrigant geziehenen Gräfin Marie Louise von Larisch-Wallersee in dem Mayerling-Drama Das Schicksal derer von Habsburg – war Carmen Cartellieris Karriere schlagartig beendet, und sie zog sich vollkommen ins Privatleben zurück.

## Filmografie (Auswahl)
- 1918: A sors ökle
- 1918: Kettös álarc alatt
- 1918: Mária Terézia
- 1919: Az összeesküvók
- 1919: Teherán gyöngye
- 1919: Marion Delorme
- 1920: Az elrabolt szerencse
- 1920: Der Weibsteufel (Die Würghand, auch Produktion)
- 1920: Die Liebe vom Zigeuner stammt...
- 1920: Carmen lernt Skifahren (Kurzfilm, auch Produktion)
- 1921: Das Drama in den Dolomiten (Kurzfilm, auch Produktion)
- 1921: Der weiße Tod (auch Produktion)
- 1921: Der tote Hochzeitsgast
- 1922: Die Sünde der Inge Lars (auch Produktion)
- 1922: Die Frauen des Harry Bricourt
- 1922: Parema – Das Wesen aus der Sternenwelt (auch Produktion)
- 1922: Die Menschen nennen es Liebe...
- 1922: Die gelbe Gefahr (auch Produktion)
- 1922: Die Sportlady (auch Produktion)
- 1922: Töte sie!
- 1923: ...und es ward Licht! (Fiat Lux)
- 1923: Eines Vaters Söhne
- 1924: Das Geheimnis der Schrift
- 1924: Die Tragödie einer Frau
- 1924: Orlac’s Hände
- 1924: Indische Fürstenliebe (Die Puppe des Maharadscha)
- 1924: Was ist Liebe…?
- 1925: Pension Groonen
- 1925: Frauen aus der Wiener Vorstadt
- 1925: Der Rosenkavalier
- 1926: Das K. und K. Ballettmädel (Der Balletterzherzog. Ein Wiener Spiel von Tanz und Liebe)
- 1927: Die Familie ohne Moral
- 1927: Amor im Pechkessel (Infanterist Wamperls dreijähriges Pech)
- 1927: Salto mortale (Todessturz im Zirkus Cesarelli)
- 1927: Madame wagt einen Seitensprung
- 1927: Die Strecke
- 1927: Die Ehe einer Nacht. Die Laune einer mondänen Frau
- 1928: Das Geheimnis von Genf
- 1928: Ein Wiener Musikantenmädel
- 1928: Die Hölle von Montmartre
- 1928: Herzog Hansl (Erzherzog Johann)
- 1928: Das Schicksal derer von Habsburg – Die Tragödie eines Kaiserreiches
- 1929: Der Mitternachtswalzer